# قوش قية سي (مرند)
قوش قية سي هي قرية في مقاطعة مرند، إيران. عدد سكان هذه القرية هو 147 في سنة 2006.